# Agromyza penniseti
Agromyza penniseti är en tvåvingeart som beskrevs av Spencer 1959. Agromyza penniseti ingår i släktet Agromyza och familjen minerarflugor. Inga underarter finns listade i Catalogue of Life.